# Khans of Tarkir
Khans of Tarkir je rozšíření pro sběratelskou karetní hru Magic: The Gathering. Skládá se z edicí Khans of Tarkir (vyšlo 26. září 2014), Fate Reforged (vyšlo 23. ledna 2015) a Dragons of Tarkir (vyšlo 27. března 2015).
Celý blok je zaměřený na mongolskou tematiku a je posledním blokem, který má tři rozšiřující edice.

## Příběh
Tarkir je svět ovládaný ambiciózními válečníky a mocnými klany, které vedou válku o nadvládu nad svým světem. Před dávnými časy byl Tarkir obýván draky, ale všichni již byli zabiti. Každý klan proto uctívá jednu dračí vlastnost.
Tarkir je také domovská sféra sférochodce Sarkhana Vola. Ten se vrátí časem o více než 1200 let zpátky, aby zachránil Přízračného draka Ugina. To se sice podaří, ale přepíše tím celou historii Tarkiru. Po návratu do přítomnosti zjistí, že draci, kteří byli na původním Tarkiru vyhubeni, nikdy nevyhynuli a ovládli celou sféru.

### Klany
| Název klanu        | Barvy                  | Dračí vlastnost | Mechanika | Symbol       | Chán v Khans of Tarkir     | Chán ve Fate Reforged       | Barvy v Dragons of Tarkir | Název v Dragons of Tarkir |
| ------------------ | ---------------------- | --------------- | --------- | ------------ | -------------------------- | --------------------------- | ------------------------- | ------------------------- |
| The Abzan Houses   | bílá, černá, zelená    | Vytrvalost      | Outlast   | Dračí šupina | Anafenza, the Foremost     | Daghatar the Adamant        | bílá, zelená              | Dromoka                   |
| The Jeskai Way     | modrá, červená, bílá   | Vychytralost    | Prowess   | Dračí oko    | Narset, Enlightened Master | Shu Yun, the Silent Tempest | bílá, modrá               | Ojutai                    |
| The Sultai Brood   | černá, zelená, modrá   | Nelítostnost    | Delve     | Dračí tesák  | Sidisi, Brood Tyrant       | Tasigur, the Golden Fang    | černá, modrá              | Silumgar                  |
| The Mardu Horde    | červená, bílá, černá   | Rychlost        | Raid      | Dračí křídla | Zurgo Helmsmasher          | Alesha, Who Smiles at Death | černá, červená            | Kolaghan                  |
| The Temur Frontier | zelená, modrá, červená | Divokost        | Ferocious | Dračí spár   | Surrak Dragonclaw          | Yasova Dragonclaw           | zelená, červená           | Atarka                    |

### Mechaniky
- Morph, Manifest, Megamorph
- Outlast, Bolster
- Prowess, Rebound
- Delve
- Raid, Dash
- Ferocious, Formidable